# Мариенштерн

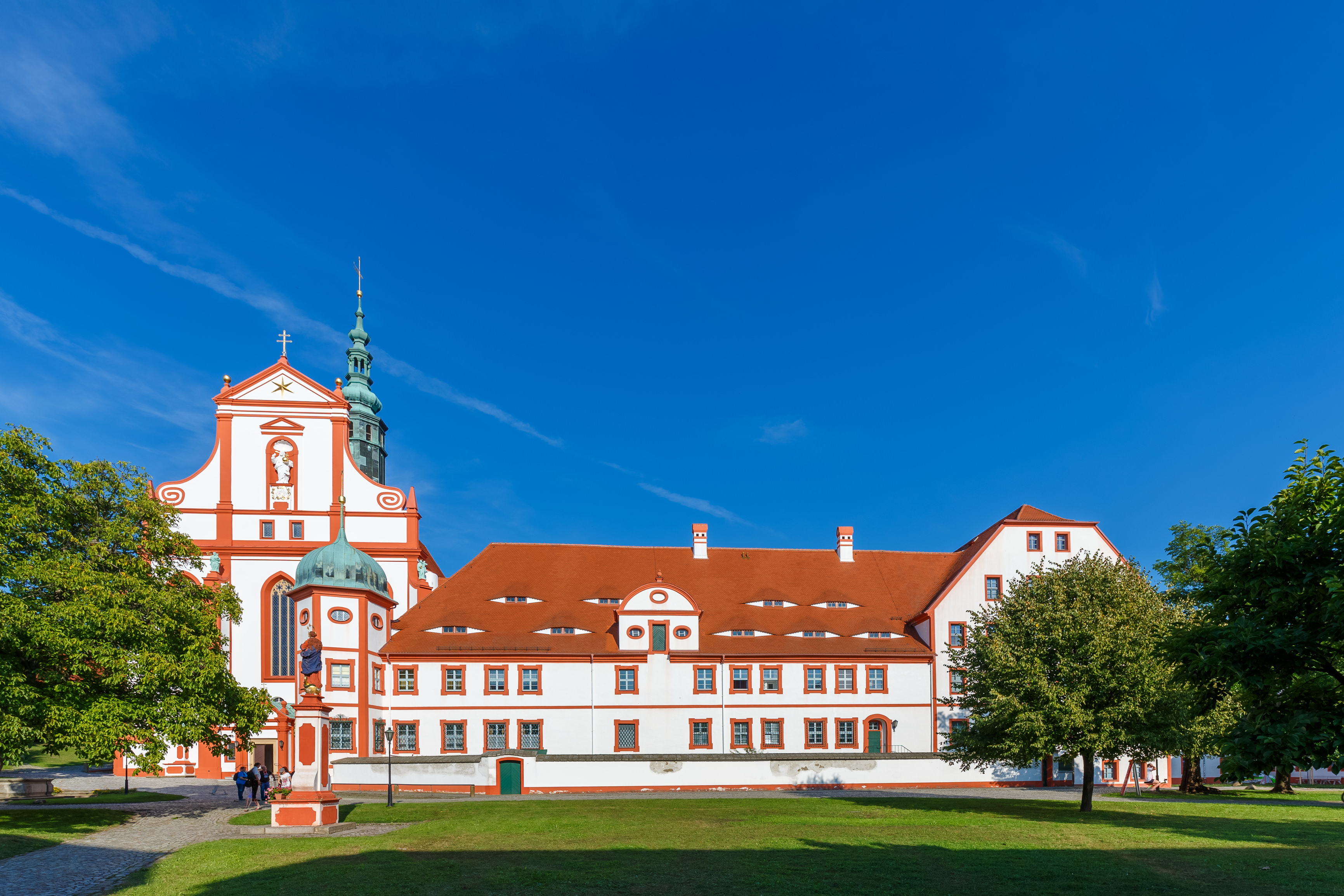
Фотография монастыря

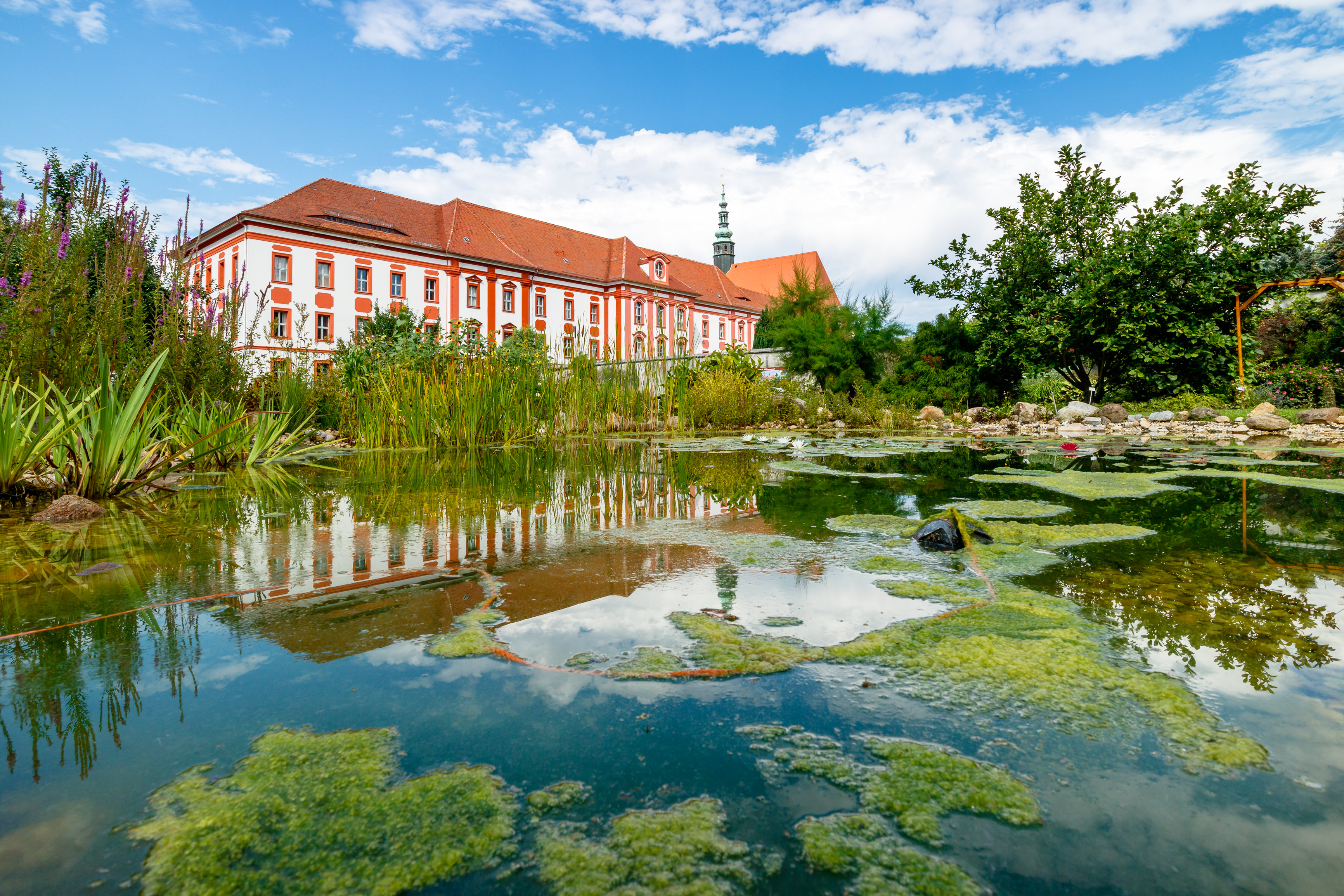
Ботанический сад монастыря

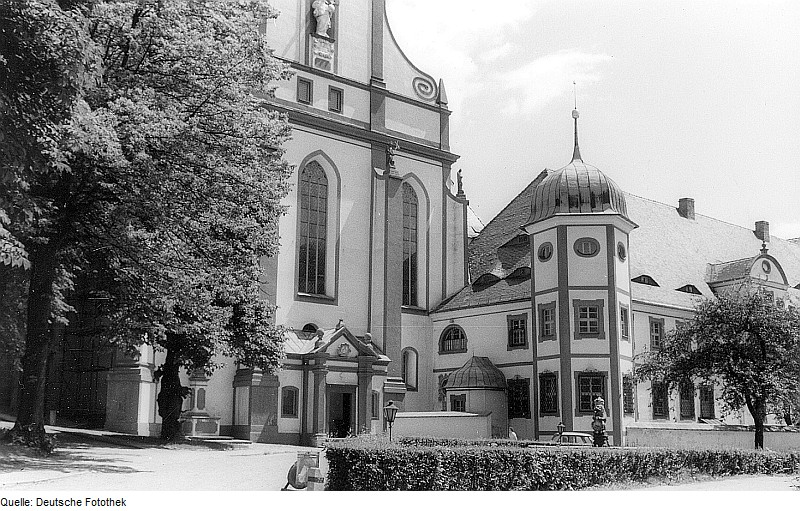
Фотография монастыря, 1987 год

Мариенштерн (в.-луж. Klóšter Marijina Hwězda, нем. Kloster Marienstern, букв. «Звезда Марии») — наименование женского монастыря цистерцианок, который находится в окрестностях лужицкой деревни Паньчицы-Куков, Верхняя Лужица, Саксония, Германия. Важнейший духовный и культурный центр лужичан, которые исповедуют католицизм. Монастырь находится на территории, где большинство населения составляют лужичане, в связи с чем верхнелужицкий язык активно используется в монастырском богослужении.

## История
Монастырь был основан в 1248 году аристократическим семейством фон Каменц. Два года спустя монастырь был передан цистерцианской монашеской общине под управление аббатства Альтзелла около города Носсен. В этом же году был назван современным наименованием и взят под опеку маркграфа Бранденбурга и позднее — короля Богемии Иоганна Люксембургского. В 1280 году началось строительство современного монастырского комплекса. В 1428 году был сожжён гуситами. В позднее средневековье цистерцианкам были переданы значительные земельные угодья, которыми управлял представитель местного рыцарства, назначаемый настоятельницей монастыря. В собственности монастыря находились земельные угодья в области Деланы, обширный лес (современный заповедник «Дубрингер-Мор»).
Во время Реформации монастырь продолжал свою деятельность. В конце XVI и XVII веков монастырь опекали аббатами Страговского монастыря и монастыря в Збраславе. Во время Тридцатилетней войны монастырь был сожжён шведскими войсками и монахини бежали в Бледзев, где они проживали в цистерцианском аббатстве.
В 1635 году Верхняя Лужица перешла под власть саксонских протестантских королей, которые гарантировали монастырю неприкосновенность его собственности. После перехода Верхней Лужицы под власть польской короны монастырь получил от Августа Сильного значительные материальные привилегии, после чего стал духовным и культурным центром католиков-лужичан. Во время Северной войны монахини проживали в Литомержице. После их возвращения монастырь был перестроен в 1716—1732 годах в стиле барокко. С 1759 года по 1789 год в монастыре служил автор серболужицкой грамматики Ян Юрий Прокоп Ганчка.
Во время секуляризации XIX века перешёл под управление цистерцианского аббатства в городе Осек. В 1826 году в монастыре была основана школа-интернат для девочек «St.-Josephs-Institut». С 1833 года по 1872 год монастырь постепенно утратил все ранее выданные материальные привилегии и земельные угодья. В 1871 году по решению Святого Престола монахини получили право уходить в строгий затвор.
В 1923 году в монастыре прошёл первый синод восстановленной католической епархии Мейсена. После прихода к власти нацистов была запрещена деятельность школы для девочек. Во время Второй мировой войны в монастыре находился лагерь для перемещённых лиц, а большинство монахини в это время проживали в бессарабском аббатстве. В 1945 году после наступления советских войск оставшаяся часть монахинь бежала в Осек. В послевоенный период монастырь действовал под руководством мейсенского епископа. Позднее монастырь был закрыт и во время ГДР в нём до 1973 года действовал пивоваренный завод «Klosterbrauerei St. Marienstern». В 1973 году в монастыре была основана школа для девочек-инвалидов.
После объединения Германии монастырь был возвращён цистерцианкам. В настоящее время в нём проживает 18 монахинь, которые заботятся о девочках-инвалидах.
В 1998 году в монастыре состоялась I Саксонская государственная выставка. Дважды в год в монастыре проходит награждение лауреатов премии имени Якуба Чишинского, которую вручает Фонд серболужицкого народа лужицким общественным и культурным деятелям за особые заслуги перед лужицким народом.
В настоящее время бо́льшая часть монастыря, кроме монашеской клаузуры, открыта для публичного посещения.
Достопримечательности
- В монастыре находятся одиннадцать скульптур серболужицкого скульптура Мачия Вяцлава Якулы.
- Монастырский сад, в котором представлены разнообразные цветы.

## Память
- В 1700 году была основана пивоварня «Klosterbrauerei St. Marienstern», которая выпускала пиво под маркой «Kloster St. Marienstern — Klosterbräu». После национализации пивоварня действовала в монастыре до 1973 года. В настоящее время пиво под маркой «Kloster St. Marienstern — Klosterbräu» выпускается в городе Виттихенау.
- В 1998 году во время празднования 750-летия основания монастыря почта Германии выпустила почтовую марку, посвящённую монастырю «Звезда Марии».